# Разградска филхармония „Проф. Димитър Ненов“
Симфоничният оркестър в Разград води началото си, когато през 1897 година, по инициатива на Богдан Торчанов е създаден непрофесионален струнен оркестър от двадесет и пет музиканта към читалище „Развитие“.

## Предистория
Първото споменаване в Разград на европейски музикални инструменти е във вестник „България“, в неговия брой № 11 от 25 юни 1862 г. Неизвестният дописник нарича инструментите „европейски свирки“. В музикалните хроники е записано името на Алексей Шулговски. Така още през 1884 г. българското Министерство на просвещението, в изпълнение на ново утвърдените учебни програми, кани от Русия първите няколко учители по нотно пеене. Между тях е и Алексей Шулговски а назначение в Разград. Благодарение на това дълги години наред Разградското окръжно училище е едно от малкото в България, в които се преподава като задължителен предмет нотното пеене. Шулговски основава струнен оркестър, в състава на който влизат шестнадесет ученици, с наличен почти пълен комплект музикални инструменти.
Илия Бърнев започва една продължителна и системна музикална, предимно оркестрова дейност. В Разград в продължение на 20 години той създава много инструменталисти, а с редовните симфонични концерти изгражда музикална традиция у публиката, която започва да цени и уважава симфоничната музика. През 1922 г. Илия Бърнев дирижира първия симфоничен концерт в Разград, с оркестър в състав от около четиридесет души музиканти. В програмата на концерта влизат увертюрата „Егмонт“ от Лудвиг ван Бетховен и Симфония № 8 „Недовършена“ от Франц Шуберт. Този първи концерт се приема за начало на Разградския симфоничен оркестър.

## През времето
През 1925 година съставът на оркестъра се увеличен и вече изцяло симфоничен, оборудван с обои, фаготи, тимпани и др. Изнасят се по няколко концерта годишно. Така класическата музика става харесвана от широк кръг хора. Разградски музиканти участват в създаването благоприятен климат в града за развитието на младите оркестранти. От многобройните за това е достатъчно да се споменат имената на Димитър Ненов и Влади Симеонов, участвали в школовката на младежта.
След 25-годишна дейност като самодеен състав, след като през 1945 г. оркестърът е под диригентството на Стефан Вачев, на 1 юли 1947 г. Разградският симфоничен оркестър е одържавен и е петият държавен оркестър в България. За това е назначена комисия от Министерството на информацията и изкуствата, начело с проф. Саша Попов, диригент на Народната филхармония в София. Решено е оркестърът да е в състав от 42 музиканти и един диригент. Конкурсът за диригент е спечелен от Стефан Вачев. Проф. Саша Попов акцентира върху това, че разградските музиканти притежават едно от най-важните условия за работа: имат помещение за репетиции, това е Музикалният дом на Музикалното дружество „Железни звуци“. От 1967 г. възстановява дейността си като професионален оркестър към читалище „Развитие“, поради премахване на статута му на държавен. С решение на Общински съвет на Община Разград от 23 юли 2001 г. се прави промяна в наименованието и той вече е Разградска филхармония „Проф. Димитър Ненов“.
След изваждането на оркестърът на 23 април 1987 г. от състава на читалището под негов патронаж се провеждат културните изяви „Разградска есен“, Пролетни музикални дни „Димитър Ненов“ и конкурсът за млади пианисти „Димитър Ненов“.